# 傅老榕家族
傅老榕家族祖籍廣東南海西樵山，为香港四大家族之一。

## 家族成員
傅老榕共16名子女：
- 元配簡靈芝所出
  - 傅蔭釗（富麗華酒店創辦人）＝ 張婉侶（中華民國將軍之女）
    - 傅厚澤
    - 傅??＝Jane Calvert

  - 傅蔭銓
  - 傅翠霞＝潘氏
  - 傅翠蘭＝李氏
  - 傅翠琴＝葉氏
- 妾侍胡玉卿[1]所出
  - 曾育一子，早夭折
- 妾侍盧文禪所出
  - 傅蔭箎
  - 傅蔭錡＝麥素珊
  - 傅蔭鋼＝鍾立愛
  - 傅翠芳
  - 傅翠芬
  - 傅翠蕭＝張春棠（中華民國情報局長張炎元之子）
- 妾侍何美仙所出
  - 傅蔭鎈＝蕭紫筠（李香琴之女）
  - 傅蔭興＝劉健瑜
    - 傅潔恩＝陳壽祺
    - 傅厚民

  - 傅蔭權＝盧國珮（白燕之女）
    - 傅厚達

  - 傅翠華＝李氏
  - 傅翠環＝鄭氏

### 第三代其他成員
- -     - 傅潔嫻＝歐陽震華